# Kōhei Oguri

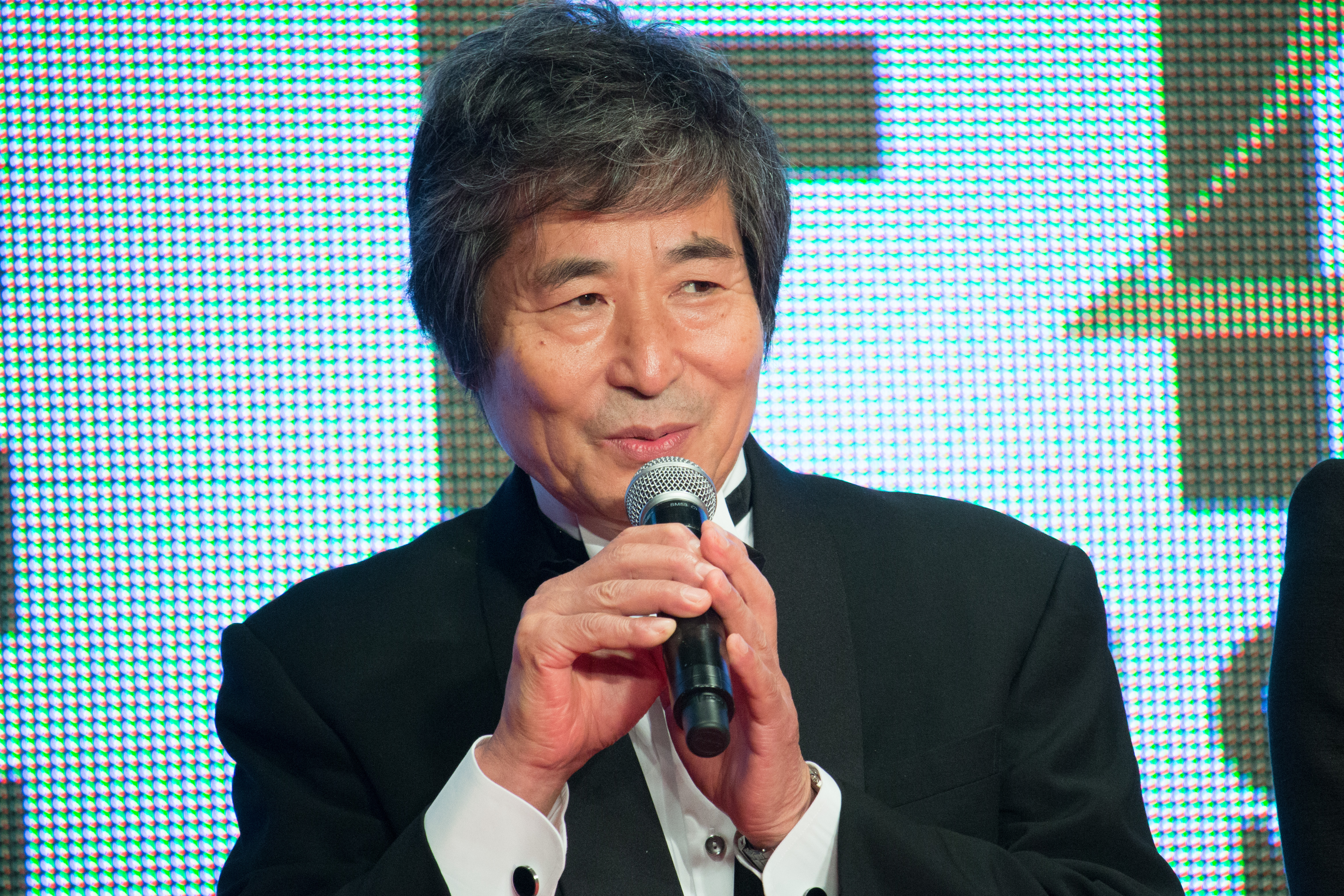
Kōhei Oguri 2015

Kōhei Oguri (japanisch 小栗 康平, Oguri Kōhei; * 29. Oktober 1945 in Maebashi, Präfektur Gunma) ist ein japanischer Filmregisseur.

## Leben
Oguri absolvierte ein Theaterstudium am Literaturinstitut der Waseda-Universität und arbeitete anschließend als freier Regieassistent unter anderem für Masahiro Shinoda (Shinjū: Ten no Amijima, 1969; Himiko, 1974) und Nobuhiko Ōbayashi (Hausu, 1977). Sein Debüt als Regisseur gab Oguri 1981 mit Schwarz-Weiß-Film Schmutziger Fluß. In dem 1956 am Aji-gawa in Osaka spielenden Filmdrama nach einem Roman von Teru Miyamoto geht es um die Freundschaft zweier Jungen aus unterschiedlichen Milieus. Der Film gilt als „Beginn des neuen, unabhängigen japanischen Kinos der 80er Jahre“ und wurde 1982 für einen Oscar in der Kategorie Bester fremdsprachiger Film nominiert. Oguris nächster Film war 1984 Für Dich, Kayako. Das Liebesdrama nach einer Vorlage von Hwe-Song Lee setzte sich mit den zum Teil bereits in zweiter Generation in Japan lebenden Koreanern auseinander.
Oguri gilt als Regisseur, der sich ähnlich Stanley Kubrick viel Zeit für neue Filme lässt. Erst sechs Jahre nach Für Dich, Kayako veröffentlichte Oguri seinen neuen Film Stachel des Todes. Der Film über eine Ehekrise entstand nach einer Vorlage von Toshio Shimao und wurde auf den Internationalen Filmfestspielen von Cannes 1990 mit dem Großen Preis der Jury und dem FIPRESCI-Preis ausgezeichnet. In Der schlafende Mann, für den er erstmals auch das Drehbuch verfasst hatte, setzte Oguri 1996 einen Komapatienten in den Mittelpunkt seines Films, während Umoregi – The Buried Forest verschiedene Erzählungen miteinander kombiniert und ohne eigentliche Handlung das visuelle Erlebnis in den Vordergrund rückt. Zehn Jahre nach Umoregi – The Buried Forest brachte Oguri mit Foujita erstmals eine Filmbiografie heraus. Die Rolle des exzentrischen Malers Tsuguharu Foujita übernahm dabei der „Johnny Depp Japans“, Joe Odagiri.

## Filmografie
- 1981: Schmutziger Fluß (泥の河, Doro no kawa)
- 1984: Für Dich, Kayako (伽倻子のために, Kayako no tame ni)
- 1990: Stachel des Todes (死の棘, Shi no toge)
- 1996: Der schlafende Mann (眠る男, Nemuru otoko)
- 2005: Umoregi – The Buried Forest (埋もれ木, Umoregi)
- 2015: Foujita

## Auszeichnungen (Auswahl)
- 1981: Nominierung Goldener Preis, Internationales Filmfestival Moskau, für Schmutziger Fluß
- 1982: Japanese Academy Award, Beste Regie, für Schmutziger Fluß
- 1982: Blue Ribbon Award, Bester Film, für Schmutziger Fluß
- 1982: Bester Film und Beste Regie, Mainichi Eiga Concours, für Schmutziger Fluß
- 1982: Bester Film und Beste Regie, Kinema-Jumpō-Preis, für Schmutziger Fluß
- 1990: FIPRESCI-Preis und Großer Preis der Jury, Internationale Filmfestspiele von Cannes 1990, für Stachel des Todes
- 1990: Nominierung Goldene Palme, Internationale Filmfestspiele von Cannes 1990, für Stachel des Todes
- 1991: Nominierung Japanese Academy Award, Bestes Drehbuch, für Stachel des Todes
- 1996: Großer Spezialpreis der Jury, Montreal World Film Festival, für Der schlafende Mann
- 1996: Mainichi-Kunstpreis für Der schlafende Mann
- 1997: Japanese Academy Award, Beste Regie, für Der schlafende Mann
- 2015: Nominierung Tokyo Grand Prix, Tokyo International Film Festival, für Foujita